# Szent Leodegár
Szent Leodegár (latinul: Leodegarius, franciául: Léger), (Autun, 616 körül – Sarcing, 679. október 2.) kora középkori frank egyházi személy, Autun püspöke 659-től 674-ig, vértanú.
Előkelő frank családból származott, nagybátyja, Didon poitiers-i püspök nevelte fel. Didon később pappá szentelte és főesperesévé is tette. Leodegár 6 évig apátként működött, majd Autun püspök lett. Sokat tett híveiért, ugyanakkor bátran támadta a nagyurak túlkapásait és erkölcstelenségeit. Ezért először száműzték, majd Ebroin, III. Theuderich frank király majordomusa elfogatta, megkínoztatta, végül lefejeztette. Ugyanezt tette Ebroin Leodegár öccsével, Szent Gerinussal is. Leodegár ünnepét halála napján, október 2-án üli az egyház.